# Сталкинг
Сталкинг (на английски: stalking, дебнещ – преследващ), означава отношението на дадено лице, което цели да повлияе на друго лице, като предизвика състояния на страх и/или тревога, които могат да застрашат дори изпълнението на процесите в нормалното ежедневие.
Преследвачът или сталкера, може да бъде непознат, но в повечето случаи е приятел, колега, или бивш партньор, който действа воден от желанието да възстанови предишните отношения, или да отмъсти за нещо, което е претърпял. В други случаи обаче това могат да бъдат хора с проблеми в социалните взаимоотношения, които действат по този начин, с намерение да установят връзка и настояват да наложат присъствието си, дори в случаите, когато са получили ясен отрицателен отговор.
В по-редки случаи са лица, страдащи от психични разстройства, за които отношението произтича от убеждението, че те действително са във връзка с другия човек.
Обикновено такова поведение може да продължи с месеци или години, с което се подчертава аномалията на този вид поведение.
За сталкинг се приема изпращането на писма, картички, електронна поща, SMS и предмети, които не са поискани или желани от обекта. Също така надписи по стените или вандализъм с цел увреждане на имущество, заплахи, устни и писмени, понякога преминаващи във физически нападения с цел нараняване, или дори убийство на жертвата. Ако всичко това, или част от него, се прави постоянно и продължително, с цел да се предизвика страх, физическо и/или психическо страдание у жертвата, то извършителя на деянията е лице, което в някои страни може да бъде наказано от закона за тези си действия.

## Киберсталкинг
Въпреки че киберсталкинга не включва физически контакт с жертвата, той все пак може да се счита за престъпление. Нарастващата вездесъщност на интернет и лекотата, с която той позволява на другите да получат достъп до лична информация, са направили тази форма на преследване по-достъпна от всякога. Потенциален сталкер може лесно да получи достъп чрез дистанционно устройство (remote device) или през интернет, до желана информация и да я използва, вместо да се изправи срещу реален човек. Такова поведение, което всъщност не отговаря на точната дефиниция за сталкинг, може в действителност да е предшественик на престъпление, и трябва да бъде взето под внимание.